# Gordão Lanches
Gordão Lanches é uma rede de lanchonetes brasileira, fundada em Campinas em 1981, especializada em hambúrgueres e milk-shakes.
Foi considerada uma das cinco melhores franquias do setor de alimentação em satisfação do franqueado, melhor franquia de alimentação em estrutura da rede pela Revista Pequenas Empresas & Grandes Negócios, em 2004 e 2005, e ainda o prêmio de Melhor Lanche do Vale do Paraíba, pela revista Veja também em 2005. A marca também recebeu o selo de excelência em Franchising por cinco anos consecutivos e em 2007, recebeu o prêmio "Empreendedores do Novo Brasil", do Instituto Empreender Endeavor e Revista Você S/A.

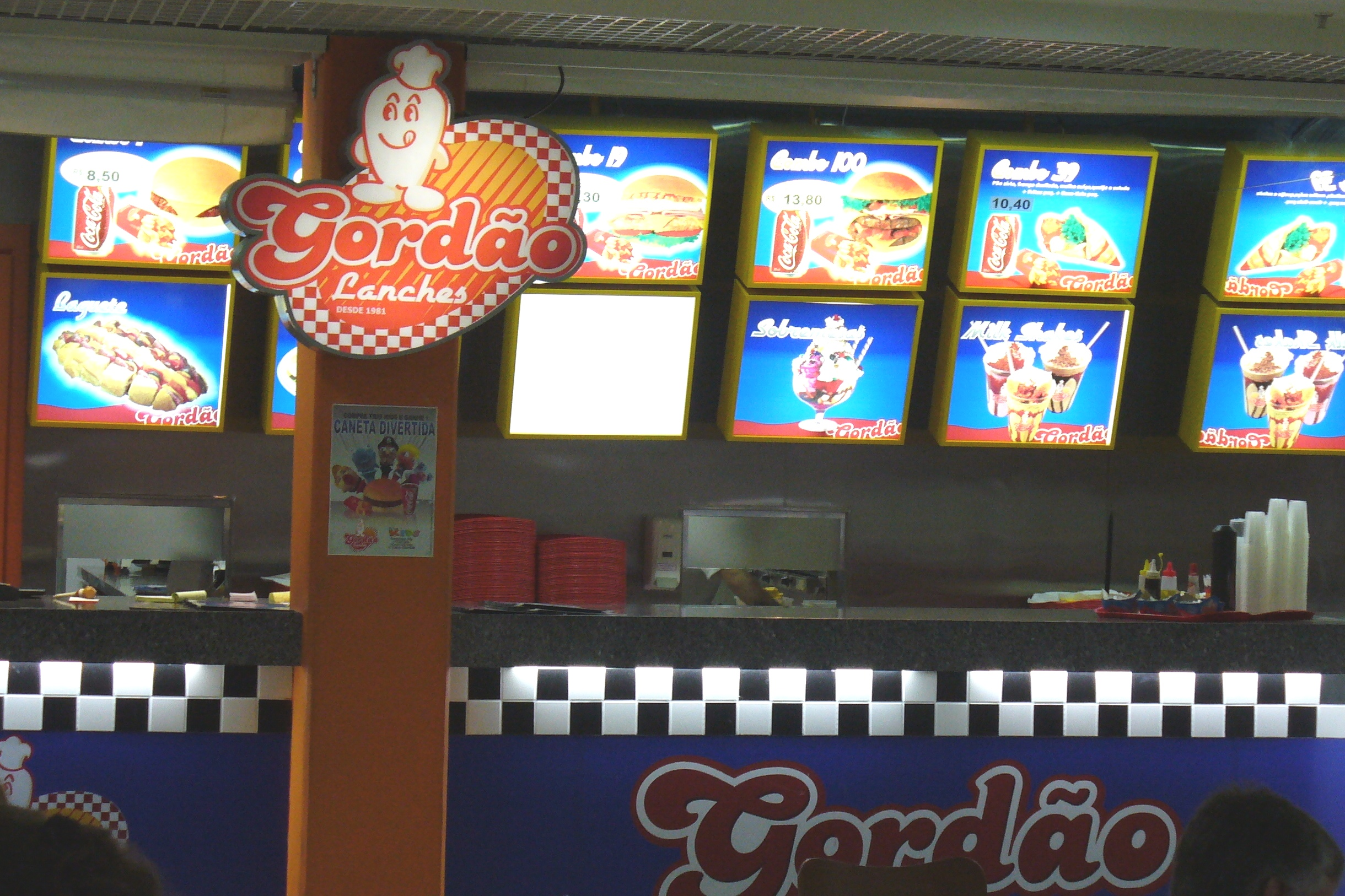

Conhecida por ser uma rede do interior paulista, a rede Gordão Lanches possui restaurantes em Americana, Araraquara, Araras, Atibaia, Campinas, Guarujá, Itapira, Itatiba, Jundiaí, Mogi Guaçu, Piracicaba, Ribeirão Preto, Rio Claro, Santos, São José dos Campos, São Vicente, Sorocaba, Taubaté, Valinhos, Vinhedo e Sumaré.